# Эммерс, Ксиан
Ксиан Гислани Эммерс (нидерл. Xian Ghislaine Emmers; 20 июля 1999, Лугано, Швейцария) — бельгийский футболист, полузащитник клуба «Рапид (Бухарест)».

## Клубная карьера
Эммерс — воспитанник клуба «Генк». В 2015 году миланский «Интер» выкупил трансфер игрока. Летом 2018 года для получения игровой практики Эммерс на правах аренды перешёл в «Кремонезе». 31 августа в матче против «Палермо» он дебютировал в итальянской Серии B. 10 марта 2019 года в поединке против «Беневенто» Ксиан забил свой первый гол за «Кремонезе». Летом 2019 года Эммерс был арендован клубом «Васланд-Беверен». 27 июля в матче против «Брюгге» он дебютировал в Жюпиле лиге.

## Международная карьера
В 2016 года в составе юношеской сборной Бельгии Эммерс принял участие юношеского чемпионата Европы в Азербайджане. На турнире он сыграл в матчах против команд Шотландии, Азербайджана, Португалии и Германии.